# 田村秀吉

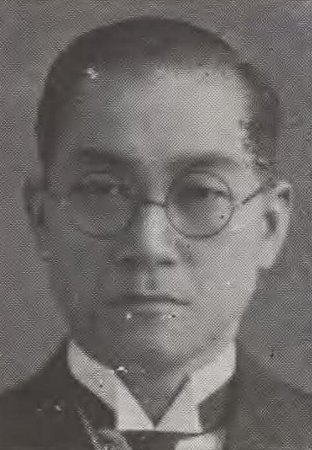
田村秀吉

田村 秀吉（たむら ひできち、1895年（明治28年）4月25日 - 1955年（昭和30年）10月9日）は、日本の衆議院議員（立憲民政党）、大蔵参与官。弁護士。

## 経歴
徳島県那賀郡新野村（現在の阿南市）出身。1923年（大正12年）、東京帝国大学法科大学政治科を卒業し、高等文官試験行政科・司法科に合格した。内務省に入り、青森県や復興局に勤務した。その後、東京帝国大学大学院で学び、政策研究会（のち大東亜研究所）を創設。1933年（昭和8年）から弁護士を開業した。
1936年（昭和11年）、第19回衆議院議員総選挙に出馬し、当選。第20回、第21回でも再選された。その間、小磯内閣で大蔵参与官を務めた。戦後の1946年（昭和21年）、大政翼賛会の推薦議員のため公職追放となった。

## 著書
- 『経済難局と軍費節約』（政策研究会、1931年）
- 『国際難局と国民の覚悟』（政策研究会、1932年）
- 『聯盟脱退後に於ける委任統治問題と我国際政策』（政策研究会、1933年）
- 『電力国家管理の現状と其将来』（政策研究所、1940年）